# Albert S. Johnston

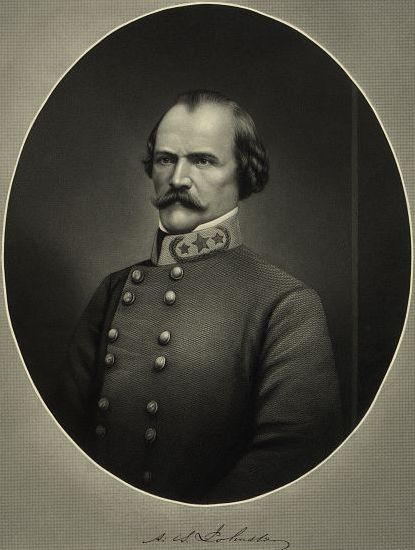
Albert S. Johnston

Albert Sidney Johnston (* 2. Februar 1803 in Washington, Mason County, Kentucky; † 6. April 1862 in der Schlacht von Shiloh) war Offizier des US-Heeres, General im texanischen Heer und im konföderierten Heer während des Amerikanischen Bürgerkrieges.

## Leben

### Frühe Jahre
Johnston lebte die längste Zeit seines Lebens in Texas, das er, obwohl in Kentucky geboren, als seine Heimat ansah. Seine erste Ausbildung erhielt er an der Transylvania University in Lexington, Kentucky. Einer seiner Kommilitonen war der spätere Präsident der Konföderation, Jefferson Davis. Beide wurden an die Militärakademie in West Point berufen, Davis jedoch zwei Jahre nach Johnston. 1826 schloss er die Akademie als Achter seines Jahrgangs ab und wurde als Brevet-Leutnant zum 2. Infanterie-Regiment versetzt. Im Black-Hawk-Krieg diente er als Chef des Stabes General Henry Atkinsons. Johnston heiratete 1829 und verließ das Heer 1834, um seine an Tuberkulose erkrankte Frau zu pflegen.

### Texanischer Unabhängigkeitskrieg
Nach deren Tod begann Johnston den Betrieb einer Farm in Texas. Zu Beginn des texanischen Unabhängigkeitskrieges trat er 1836 als Gefreiter in das texanische Heer ein, wurde schon einen Monat später zum Major befördert und diente als Aide-de-camp von General Sam Houston. Johnston wurde im August 1836 Generaladjutant (Adjutant General of Texas) des Heeres und zum Oberst befördert. Schon am 31. Januar 1837 wurde er als Brigadegeneral Oberbefehlshaber des texanischen Heeres. Wenige Tage darauf duellierte er sich mit Brigadegeneral Felix Huston um ebendieses Amt. Er verlor das Duell, weil er sich schlussendlich weigerte, auf seinen Kontrahenten zu feuern, und wurde selbst verwundet. Vom zweiten Präsidenten der Republik Texas, Mirabeau B. Lamar, wurde Johnston 1838 zum Kriegsminister ernannt. Im Februar 1840 trat er zurück, heiratete erneut und bewirtschaftete eine große Plantage im Brazoria County.

### Mexikanisch-Amerikanischer Krieg
Zu Beginn des Mexikanisch-Amerikanischen Krieges kehrte Johnston zum texanischen Heer als Kommandeur des 1. Texas-Rifle-Volunteer-Regiments zurück. Es gelang ihm, die meisten der ihm unterstellten Soldaten vor der Schlacht von Monterrey im Dienst zu halten, obwohl deren Einberufungszeit abgelaufen war. Johnston kämpfte außerdem in der Schlacht von Buena Vista. Nach dem Krieg kehrte er wieder auf seine Plantage zurück.
US-Präsident Zachary Taylor, sein Kommandeur im letzten Krieg, berief Johnston mit dem Dienstgrad Major als Zahlmeister 1849 ins US-Heer. Sechs Jahre später wurde er zum Kommandeur des 2. US-Kavallerie-Regiments ernannt. Sein Stellvertreter war Oberstleutnant Robert E. Lee. Für Johnstons Leistungen während der Niederschlagung des Mormonenaufstandes wurde ihm der Brevet-Brigadegeneralsrang verliehen. Gegen Ende 1860 wurde er Befehlshaber des Wehrbereichs Pazifik.

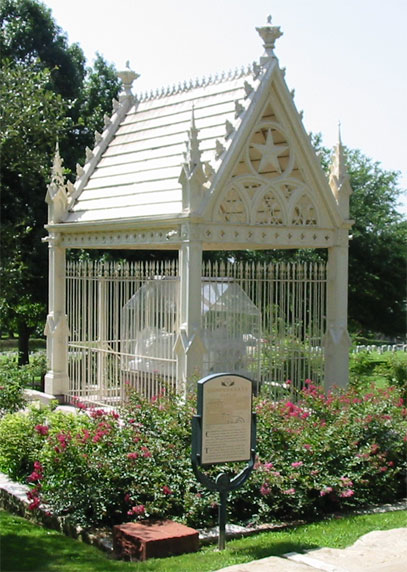
Johnstons Grabmal auf dem Texas State Cemetery in Austin

### Bürgerkrieg
Johnston galt zu Beginn des Sezessionskrieges auf beiden Seiten als einer der fähigsten Offiziere. Nach dem Austritt von Texas aus der Union gab er sein Offizierspatent zurück, da er nicht gegen seinen Bundesstaat kämpfen wollte und begab sich nach Richmond, Virginia. Sein persönlicher Freund, Präsident Jefferson Davis, beförderte ihn zum General und übertrug ihm den Oberbefehl über den westlichen Kriegsschauplatz. In der Rangfolge des konföderierten Heeres war Johnston der zweithöchste General nach Generaladjutant Samuel Cooper.
Johnston hatte im Gegensatz zum östlichen Kriegsschauplatz eine weitgespannte Frontlinie von den Appalachen bis zum Mississippi zu verteidigen. Fehler in der Auswahl der Kommandeure und der ihm befohlenen Dislozierung der Truppenteile führten Anfang 1862 zum Verlust eines Großteils von Tennessee. Johnston geriet nun in die Kritik der Presse, Präsident Davis hielt jedoch an Johnston fest. Bei der Schlacht von Shiloh gelang es ihm, die US-Truppen unter Generalmajor Ulysses S. Grant überraschend anzugreifen. Johnston war überall auf dem Schlachtfeld unterwegs und führte immer wieder persönlich die Soldaten ins Gefecht. Bei der Führung eines solchen Angriffs wurde er am Bein verwundet. Seinen Arzt hatte Johnson weggeschickt, um nach anderen Verwundeten zu sehen. Seine Wunde, die er zunächst als nicht wesentlich erachtete, führte schließlich zum Tod – Johnston verblutete. Wahrscheinlich hatte den tödlichen Schuss ein konföderierter Soldat abgegeben, weil zum Zeitpunkt des Angriffs keine Unionssoldaten in Reichweite standen. Nachdem Grant Verstärkung bekommen hatte, wurden Johnstons Truppen am zweiten Tag zurückgedrängt.
Johnstons Tod bedeutete für den Süden auch moralisch einen großen Rückschlag; Präsident Davis, der Johnston als den besten Feldoffizier des Landes erachtete, sah den Verlust als einen negativen Wendepunkt an und meinte: „Ich wusste, unsere stärkste Säule war zerbrochen.“ Er fand erst mit General Robert E. Lee einen Offizier, der in der Lage war, den Unionstruppen langfristig Widerstand zu leisten.
Er ist nicht mit dem General Joseph E. Johnston verwandt.